# Rue Yvon-Villarceau
La rue Yvon-Villarceau est une voie du 16e arrondissement de Paris.

## Situation et accès
Cette voie est située dans le quartier de Chaillot qui accueille quelques rues où ont été groupés des noms d'astronomes.

## Origine du nom

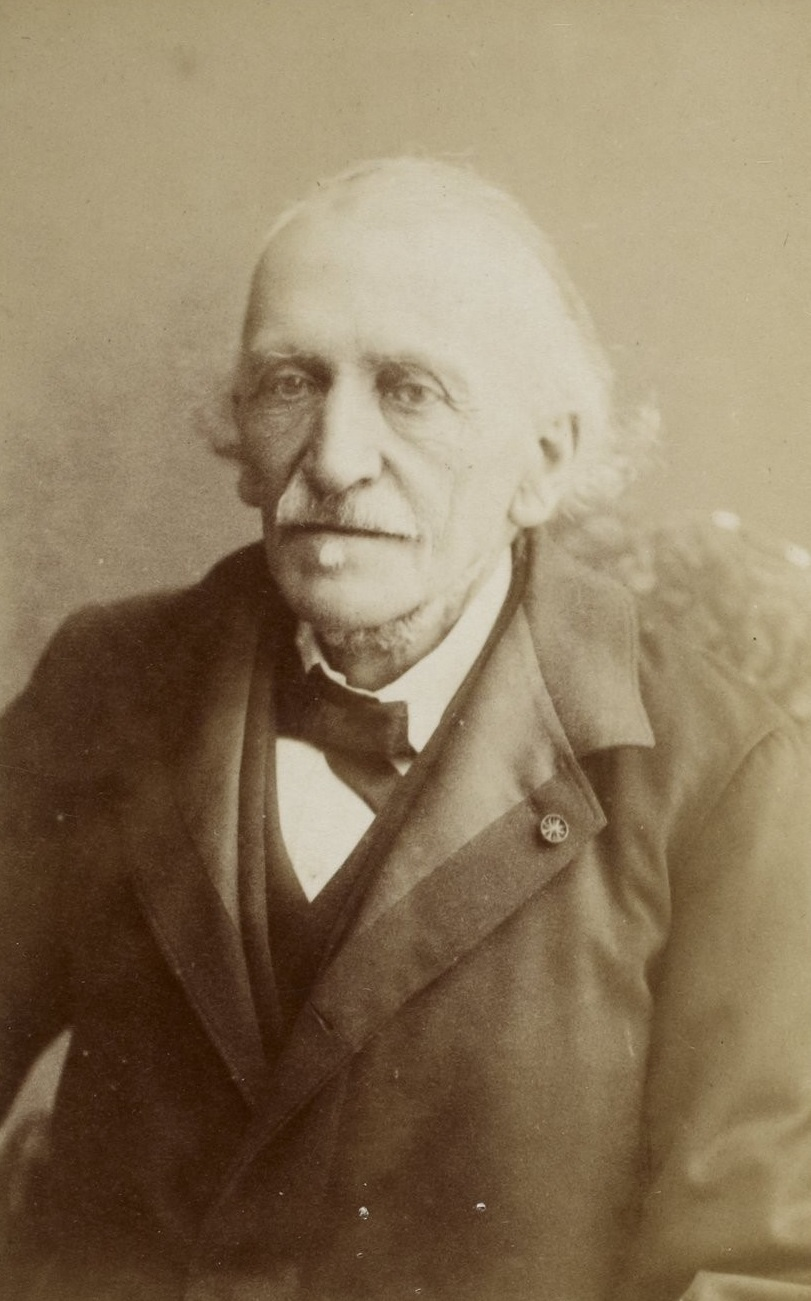
Antoine Yvon Villarceau.

Elle porte le nom de l'astronome Yvon Villarceau (1813-1883) qui vint à Paris en 1830 pour y suivre, avec succès, les cours du Conservatoire de musique.

## Historique
Cette voie, ouverte en 1882 sous le nom « rue Neuve-Boissière », prend sa dénomination actuelle par un arrêté du 10 novembre 1885.

## Bâtiments remarquables et lieux de mémoire
- Les immeubles situés aux nos  1, 3, 5, 7, 11 et 13 de la rue ont été construits par l'architecte Pierre Humbert au XIXe siècle.
- Au numéro 3 vécu et fut arrêté le lieutenant-colonel Picquart, acteur de l'affaire Dreyfus[3].